# 万場調整池
万場調整池（ばんばちょうせいち）は、愛知県豊橋市にある豊川用水の調整池。

## 概要
有効貯水容量5,000千m3のアスファルトフェイシングフィルダムである。地域の農業用水としての他、豊橋南部浄水場に水を送り地域の上水道や工業用水として使われている。

## ギャラリー

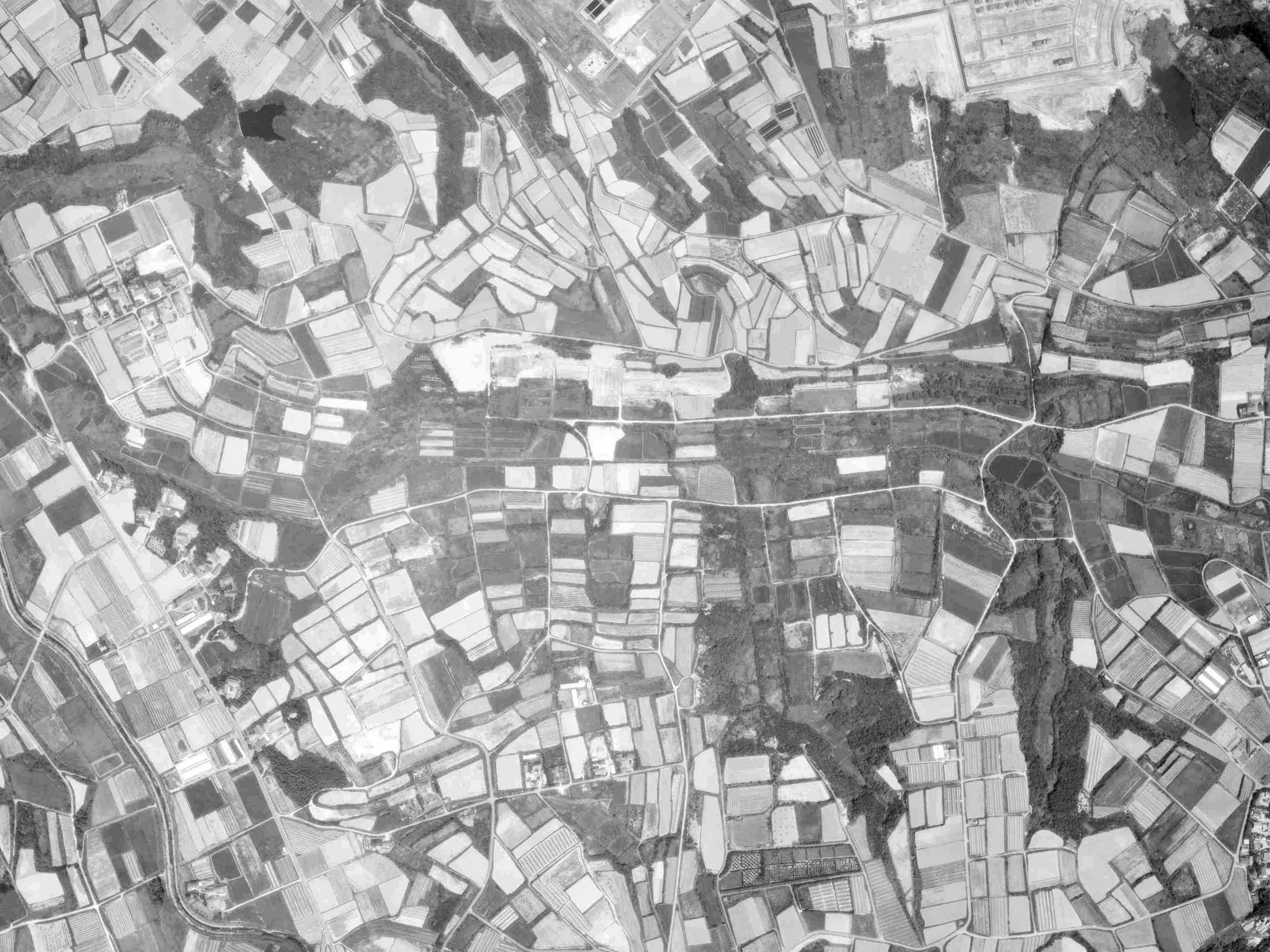
建設工事本格着手前（1979年（昭和54年）、国土地理院撮影）
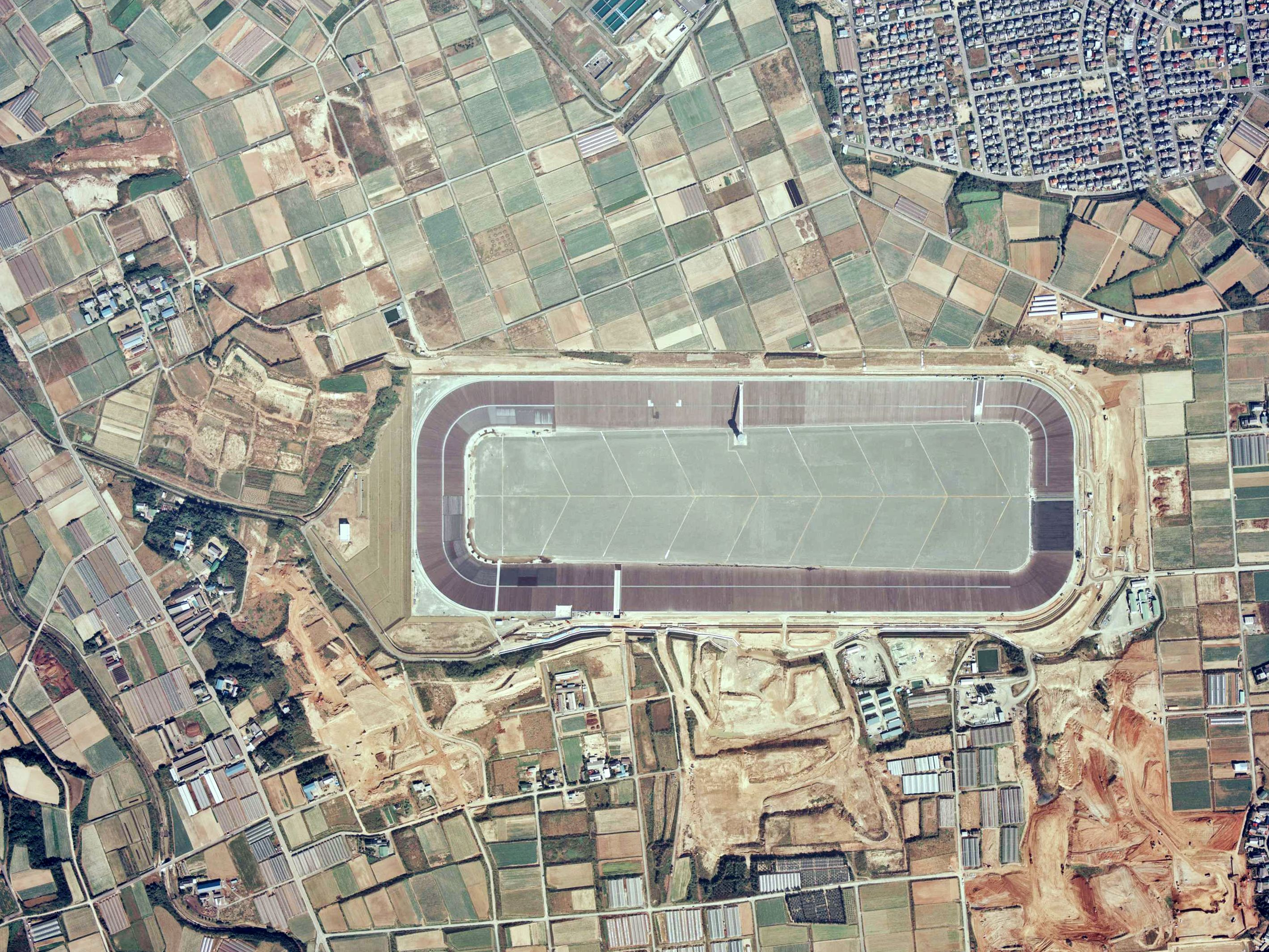
建設中（1988年（昭和63年）、国土地理院撮影）